# Hostomice, Teplice
Hostomice là một chợ huyện thuộc huyện Teplice, vùng Ústecký, Cộng hòa Séc.